# Front de libération de la Bretagne
Pour les articles homonymes, voir FLB, ALB, ARB, Armée révolutionnaire et Front de libération.
 (juillet 2025).
Si vous disposez d'ouvrages ou d'articles de référence ou si vous connaissez des sites web de qualité traitant du thème abordé ici, merci de compléter l'article en donnant les références utiles à sa vérifiabilité et en les liant à la section « Notes et références ».
 (novembre 2013).
Le Front de libération de la Bretagne (FLB) est une organisation indépendantiste bretonne active de 1966 à 1981.
Elle est surtout connue pour l'attentat du château de Versailles (juin 1978).
Deux branches armées se disputent l'appellation FLB, l'Armée républicaine bretonne ou ARB, dès 1968, et l'Armée révolutionnaire bretonne, à partir de 1971. De cette date à 1974, les deux ARB revendiquent leurs attentats.

## Idéologie
Le FLB dénonce « l'emprise de l'État colonial français », et revendique l'indépendance de la Bretagne.

## Histoire

### Origine
Le sigle FLB (Front de libération de la Bretagne) est remarqué pour la première fois à Pontivy, où des inscriptions sont tracées sur la chaussée, dans la nuit du 25 au 26 septembre 1963.
En 1966, le FLB est créé officiellement par Yann Fouéré et Yann Goulet. Un tract est diffusé dans lequel les membres du mouvement déclarent :

« Nous reprenons le combat progressiste et révolutionnaire que chaque génération de Bretons a entrepris pour la liberté de la Bretagne et pour le droit des Bretons à rejeter le statut colonial afin de se gouverner lui-même. »

### Première époque: 1966-1972
Le 11 mars 1966, des cocktails Molotov sont lancés contre la sous-préfecture de Saint-Nazaire. Le 11 juin, une tentative d'incendie vise un bâtiment des impôts de Lorient. Le 17 juin, des militants attaquent bureau de la perception de Saint-Brieuc.
L'auteur-compositeur-interprète et poète breton Glenmor est suspecté d'héberger des militants.
Le 27 avril 1968, le dépôt de véhicules des CRS à Saint-Brieuc est détruit.
En décembre 1968, plusieurs militants dont Jean Bothorel sont arrêtés alors qu'ils tentent de voler des armes dans une caserne près de Nevers. Ils sont emprisonnés à la Santé avant d'être amnistiés le 30 juin 1969.

### Deuxième époque: 1972-1981

#### Orientation révolutionnaire
Le FLB s'attaque à des symboles de l'État français.
Ces attentats apparaissent dans un contexte de profonde crise de la société bretonne. La Bretagne connait en effet en 1972 de très violentes manifestations (« grève du lait » et « grève du Joint français ») au cours desquelles la société bretonne se mobilise pour exprimer sa détresse face à l'appauvrissement de la Bretagne (désertification et remembrement), et les disparités avec le reste de la France et au vieillissement de la population, du fait de l'exode rural. Pour la première fois, les agriculteurs et les ouvriers apparaissent partager le même intérêt sous le slogan : « Joint français-Lait-FLB : Même combat ! ».

#### Procès
En 1972, onze militants du FLB comparaissent devant la Cour de sûreté de l'État. Ils sont jugés du 3 au 10 octobre 1972 pour « infraction en relation avec une entreprise individuelle ou collective consistant à substituer une autorité illégale à l'autorité de l'État »[réf. nécessaire].
Au procès, le général de Bollardière accepte de témoigner pour les militants.
Yves Le Foll, et Guy Caro, membre du FLB jusqu'en mars 1970, tous deux membres du Parti socialiste unifié (PSU), sont cités comme témoins et prennent la défense des militants FLB. Il en est de même pour les militants socialistes Louis Le Pensec, Michel Phlipponneau, ainsi que des militants paysans-travailleurs. Le procès est l'occasion de dénoncer un État français considéré comme hypercentralisé et refusant de reconnaître ses minorités nationales. Au même moment, Glenmor, l'auteur du kan bale an ARB (chant de marche de l'ARB) remplit la salle de la Mutualité, à Paris, lors d'un gala de soutien. Les 11 Bretons qui comparaissent devant la Cour de sûreté de l'État (créée en 1963 à la suite de la guerre d'Algérie) sont condamnés à des peines de prison avec sursis, et relâchés immédiatement. Le PSU profite de ce procès pour préciser sa position en exprimant sa solidarité avec les militants du FLB face à la répression dont le groupe est la cible, mais aussi en marquant sa différence, « en condamnant la violence inefficace dans les moyens d'actions », et en refusant le nationalisme du FLB « qui prend la forme d'un front national ».
Les années 1978-1979 sont sans doute celles durant lesquelles le plus de militants du FLB-ARB, toutes tendances confondues, passent en procès devant la cour de sûreté de l'État. C'est le procès des auteurs de l'attentat de Versailles arrêtés au mois de juin 1978. De 1978 à 1980, à la demande d'Henri Leclerc, Jean-Jacques de Félice rejoint le pool d'avocats qui défend les autonomistes bretons jugés devant la Cour de sûreté de l'État, les archives de l'avocat de Félice, conservées à La Contemporaine, sont d'ailleurs une source non négligeable pour les historiens pouvant leur permettre d'enrichir une histoire encore lacunaire de l'autonomisme breton, comme l'analyse l'historien Vincent Porhel.
Cinq militants sont inculpés au départ de cette affaire. Les deux auteurs principaux et trois présumés complices (Mikael Salomon, Yann Puillandre, Michel Herjean). Pendant l'instruction, l'accusation décide de ne pas renvoyer devant la Cour de sûreté les complices qui bénéficient d'un non-lieu. La véritable raison de ce non-lieu est politique. Le gouvernement de l'époque a de bonnes raisons d'isoler les deux présumés auteurs pour mieux les condamner. D'autre part la présence des trois présumés complices dans le box aurait eu pour effet de politiser les audiences de ce procès et de servir de tribune politique aux indépendantistes bretons.
C'est aussi le procès du commando des Côtes-du-Nord, arrêté dans son ensemble un an plus tôt au mois de février 1978.
Enfin débute au mois de septembre le procès de 21 militants appartenant à des commandos d'Ille-et-Vilaine et du Finistère. Il s'agit d'un procès fleuve qui dure six semaines et durant lequel sont évoqués près de quatre-vingts attentats. L'avocat général Colette demande des peines allant de 20 ans de réclusion criminelle à trois ans d'emprisonnement. Après huit heures de délibéré, la cour condamne les militants à des peines allant de 3 à 15 ans de prison. En outre, six des militants poursuivis sont acquittés.

#### Années 1970
Le combat breton est alors mis sous les projecteurs pour se poursuivre pendant les années 1970 avec un pic en 1975 (10 attentats dont celui contre le site nucléaire de Brennilis le 15 août 1975). Cette époque est marquée par le décès de Yann-Kel Kernaleguen, tué par sa propre bombe à Châteaulin.
Le 30 janvier 1974, le ministre de l'Intérieur Raymond Marcellin annonce la dissolution de quatre organisations politiques autonomistes (le FLB-LNS, le FLB-ARB, le mouvement basque Enbata et le FPCL (Front paysan corse de libération, qui fusionne en 1976 avec Ghjustizia Paolina et le Parti corse pour le socialisme afin de fonder le FLNC). Le 14 février 1974, la destruction du relais émetteur de télévision de Roc'h Trédudon (Finistère) est revendiqué par le FLB-ARB. Leur action aurait provoqué l'infarctus fatal du sous-directeur du centre, Pierre Péron, ce qui permet au ministre de l'Intérieur de durcir la répression.
Jusqu'en 1974, les deux ARB revendiquent leurs attentats.

#### Radicalisation
En 1976, Didier Patte est arrêté sur un mandat d'un juge de Rennes, au sujet d'un transit d'armes par le port du Havre. La police est persuadée que le Mouvement normand sert de base d'approvisionnement à l'organisation clandestine bretonne.
Il faut attendre 1978, avec l'attentat du château de Versailles et l'intensification des campagnes de l'organisation bretonne, pour voir la justice durcir le ton. Les attentats ainsi que les procès se succèdent jusqu'en 1981.

#### Amnistie
Les 19 militants encore emprisonnés en 1981 sont amnistiés par le président François Mitterrand.
Le FLB-ARB voit son activité réduite malgré quelques coups d'éclats dont l'attentat contre la cité judiciaire de Rennes en 1996. La plupart des affranchis décident alors de se ranger et certains d'entre eux intégrèrent même l'Union démocratique bretonne (UDB), mouvement autonomiste breton condamnant la violence et participant au scrutin électoral.

### Armée révolutionnaire bretonne: 1985-2000

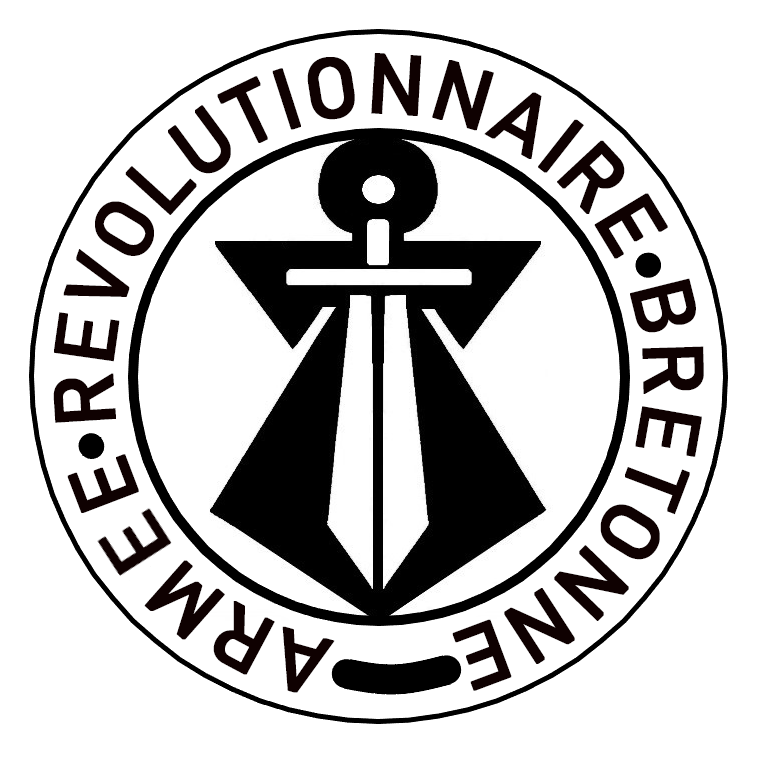
Symbole de l'Armée révolutionnaire bretonne utilisé dans ses revendications à partir de 1983.

Ce dernier attentat marque l'apparition d'un troisième FLB-ARB (les lettres FLB ne sont plus utilisées) dont les mobiles ainsi que les chevilles ouvrières ont changé. Cette troisième génération commet onze attentats. À compter de la fin des années 1990, on assiste à une reprise des attentats revendiqués par une Armée révolutionnaire bretonne dont les liens et la filiation avec le FLB des années 1970 n'apparaissent pas clairement. Les artificiers de l'ARB frisent l'amateurisme et les ratages deviennent plus fréquents. Cependant cette thèse sur l'amateurisme de l'ARB ne permet pas d'expliquer les actions de Belfort, de Cintegabelle, du vol de Plévin. Toutes les hypothèses fleurissent :
- État suspecté d'une stratégie d'infiltrations-manipulations,
- retour au front de quelques « anciens » au sein de l'ARB,
- interrogations au sujet de la présence de deux gardes civils interpellés par la gendarmerie française à Belle-Ile-en-Terre (Côtes-d'Armor), discrètement renvoyés en Espagne par l'intermédiaire d'un très controversé commissaire de l'antenne nantaise du SRPJ de Rennes, etc.

Le 28 septembre 1999, l'ETA effectue le vol de 8,5 tonnes de dynamite et de 11 kilomètres de cordeau détonant dans un dépôt d'explosifs de la société Titanobel (à l'époque Titanite), à Plévin, dans les Côtes-d'Armor. Les relations d'entraide entre Basques et Bretons sont anciennes : depuis la guerre d'Espagne, la Bretagne a accueilli des Basques et d'autres réfugiés ; l'hébergement de militants basques en Bretagne a été organisé tout à fait légalement et structuré en 1984 par José Luis, Alvarez Santa Cristina (Txelis), no 2 d'ETA, et Michel Herjean, militant breton, ex-membre du FLB-Armée révolutionnaire bretonne entre 1974 et 1981. Les derniers problèmes judiciaires des militants bretons résultent principalement de cette hospitalité. Le gouvernement espagnol estime, quant à lui, qu'une partie de la direction d'ETA est cachée en Bretagne.
À la suite de cette affaire, le nationaliste Denis Riou est incarcéré et mis en examen pour avoir organisé l'hébergement de ceux que la police présente comme étant les Basques de Plévin (selon lui à la demande de Charlie Grall).

### Fin progressive dans les années 2000
Le 21 avril 2001, un attentat dans un fast-food à Quévert provoque la mort de Laurence Turbec, une jeune employée. D'après Christian Guyonvarc'h : « Cet attentat a mis un terme à toute revendication par l'action directe ».
Au cours du procès, l'attentat de Quévert n'est pas attribué à l'ARB. Les expertises figurant au dossier montrent que la technique de montage et le minuteur utilisés ne correspondent pas aux différents systèmes utilisés par le groupe démantelé dans la région de Fougères. Le 26 mars 2004, la Cour d'assises spéciale de Paris prononce donc l'acquittement des quatre militants indépendantistes bretons accusés de complicité dans l'affaire de Quévert, qui reste donc sans coupable. Le parquet ayant fait appel de trois de ces quatre acquittements, cet appel est jugé irrecevable en novembre 2008. Le parquet s'étant pourvu en cassation contre cet arrêt, la Cour de cassation lui donne tort. Les militants poursuivis sont donc définitivement blanchis.
Après ce verdict, le FLB cesse progressivement ses plastiquages face à l'indignation populaire devant la mort de la jeune employée du fast-food de Quévert. En effet, selon le militant breton Gaël Roblin, « les mouvements bretons clandestins n'ont pas pour habitude de s'en prendre à des entreprises privées, ni de mettre en danger la vie d'autrui ».

### Années 2020
En janvier 2021, le FLB revendique un incendie daté de décembre 2020 d'un engin de chantier à Rostrenen (Côtes-d'Armor). En novembre 2021, le FLB revendique une série d'« attaques de résidences secondaires ou de profiteurs de l'industrie touristique » et fournit une liste de lieux et de dates, dont certains correspondent à des incendies de maisons secondaires. L'incendie d'une résidence secondaire à Caurel en mai 2022 est revendiqué par le FLB.
En mars 2022, peu après l'ouverture d'une possibilité de l'autonomie de la Corse par le gouvernement français suivant des manifestations de soutien à Yvan Colonna, le FLB-ARB envoie un communiqué à Ouest-France exigeant un référendum sur la réunification de la Loire-Atlantique et de la Bretagne, et un autre sur l'autonomie ou l'indépendance de la Bretagne réunifiée. Le FLB-ARB menace de passer à la lutte armée si ces référendums ne sont pas réalisés d'ici au 31 décembre 2022,.
En janvier 2023, une résidence secondaire est incendiée à Landunvez (Finistère) et la mention FLB est inscrite sur l'un des murs de la maison. Le 8 mai de la même année, la voiture immatriculée en Ile-de-France est incendiée. Les lettres FLB sont écrites sur la route. En juillet 2023, plusieurs journaux dont Le Télégramme reçoivent un courrier du FLB dans lequel sont revendiqués six incendies et sabotages dont celui du domicile d'un préfet datant du mois précédent. En octobre à Ploëdut (Morbihan), une voiture immatriculée dans l'Aisne est retrouvée calciné avec le sigle FLB tagué à côté.
En février 2024, la voiture d'un couple de nationalité britannique est incendié à Nevez (Finistère). Il est écrit sur un mur voisin « FLB zo bev atav » (« le FLB est toujours vivant » en breton). En juillet 2024, la serre d'un maraicher immigré est saccagée à Lannion (Côtes d'Armor). L'inscription « FLB » y est taguée, ainsi que des tags racistes.

## Dans le paysage politique français
Le FLB « historique » disparaît de la circulation depuis le procès du 3 au 10 octobre 1972 pour renaître de ses cendres quelques années plus tard. L'ensemble de l'Emsav, à l'exception de l'Union démocratique bretonne (UDB), refuse de condamner le FLB.

## Œuvres de fiction
- 1970, Libération de la Bretagne, de Jean Pierre Nicaise. Éditeur : André Balland, 1969, 188 pages.
- Pleure pas sur ton biniou, de Hervé Jaouen. Éditeur : Éditions de la chapelle, 2002, Broché, 157 pages.
- La Nuit du Pardon, de Claude Pasquet. Éditeur : Cheminements, 2006, Broché, 188 pages.
- Honneur de la France, de Hervé Le Bévillon. Éditeur : HLB, 2006, Broché, 248 pages.
- L'Attentat de Paimpol, de Hervé Le Bévillon. Éditeur : HLB, 2007, Broché, 144 pages.
- Le Secret de la dame blanche, de Claude Pasquet. Éditeur : Cheminements, 2007, Broché.
- Breizh Atao, de Fabien Fallon. Éditeur : lulu, 2007, Broché, 131 pages.
- Le Silence des Bombes, de Fabien Fallon. Éditeur : lulu, 2008, Broché, 267 pages.
- Ne m'appelle pas Lola, de Pierre-Emmanuel Marais. Éditeur : Yoran Embanner, 2009, Broché, 273 pages.
- La Larme du poison, de Valéry Le Bonnec. Pietra Liuzzo Éditions, 2009, Broché, 216 pages.
- Les Âmes sans nom, de Xavier-Marie Bonnot. Éditeur : Belfond, 2009, Broché, 427 pages.
- Les Innocents De Roc'h Tredudon, de Gerard Faure-Kapper. Octobre 2009, Broché, 187 pages.
- Welcome to Brittany, de Fabien Fallon. Éditeur : lulu, 2009, Broché, 139 pages.

### Documentaire
- Double DVD FLB Les années De Gaulle & FLB Les années Giscard, 2 × 52 min, 2013, par Hubert Béasse, prod. Jean-François Le Corre, (présentation en ligne)